# Kapcypridopsis
Kapcypridopsis é um género de crustáceo da família Cyprididae.
Este género contém as seguintes espécies:
- Kapcypridopsis barnardi